# 莱罗什德孔德里约
莱罗什德孔德里约（法語：Les Roches-de-Condrieu，法語發音：[le ʁɔʃ də kɔ̃dʁijø]）是法国伊泽尔省的一个市镇，位于该省西部，属于维埃纳区。

## 地理
莱罗什德孔德里约（45°27'11"N, 4°46'4"E）面积1.03 平方千米，位于法国奥弗涅-罗讷-阿尔卑斯大区伊泽尔省，该省份为法国东南部内陆省份，北起顺时针与安省、萨瓦省、上阿尔卑斯省、德龙省、阿尔代什省、卢瓦尔省和罗讷省。
与莱罗什德孔德里约接壤的市镇（或旧市镇、城区）包括：韦兰、孔德里约、罗讷河畔圣克莱尔。

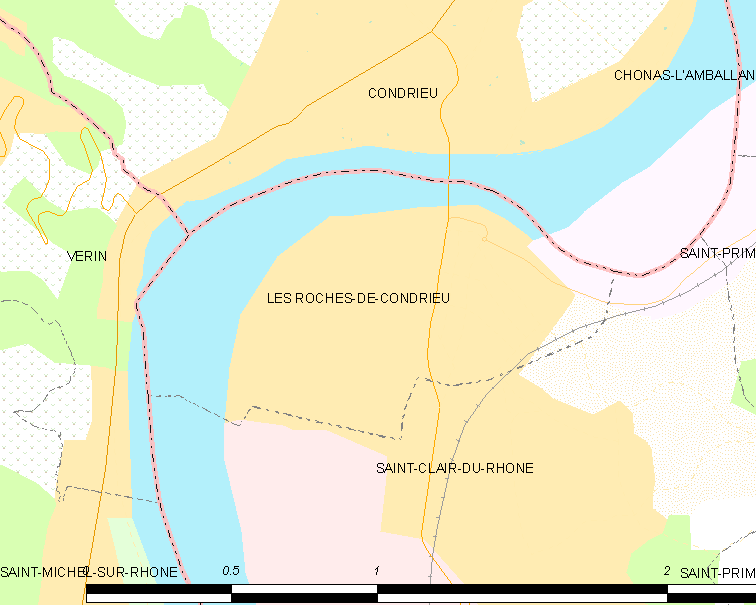
莱罗什德孔德里约的OSM定位图

莱罗什德孔德里约的时区为UTC+01:00、UTC+02:00（夏令时）。

## 行政
莱罗什德孔德里约的邮政编码为38370，INSEE市镇编码为38340。

## 政治
莱罗什德孔德里约所属的省级选区为维埃纳第二县。

## 人口

1962-2008年间莱罗什德孔德里约人口变化图示

莱罗什德孔德里约于2022年1月1日时的人口数量为2031人。

## 友好城市
- 義大利 切里萨诺（2009年）